# Thorius pennatulus
Espèce
Synonymes
- Spelerpes minimus Wiedersheim, 1877

Statut de conservation UICN

 EN  : En danger
Thorius pennatulus est une espèce d'urodèles de la famille des Plethodontidae.

## Répartition
Cette espèce est endémique de l'État de Veracruz au Mexique. Elle se rencontre de 800 à 2 000 m d'altitude dans le centre-Ouest de l'État.

## Publication originale
- Cope, 1869 : A review of the species of Plethodontidae and Desmognathidae. Proceedings of the Academy of Natural Sciences of Philadelphia, vol. 21, p. 93-118 (texte intégral).